# Estilo Reina Ana

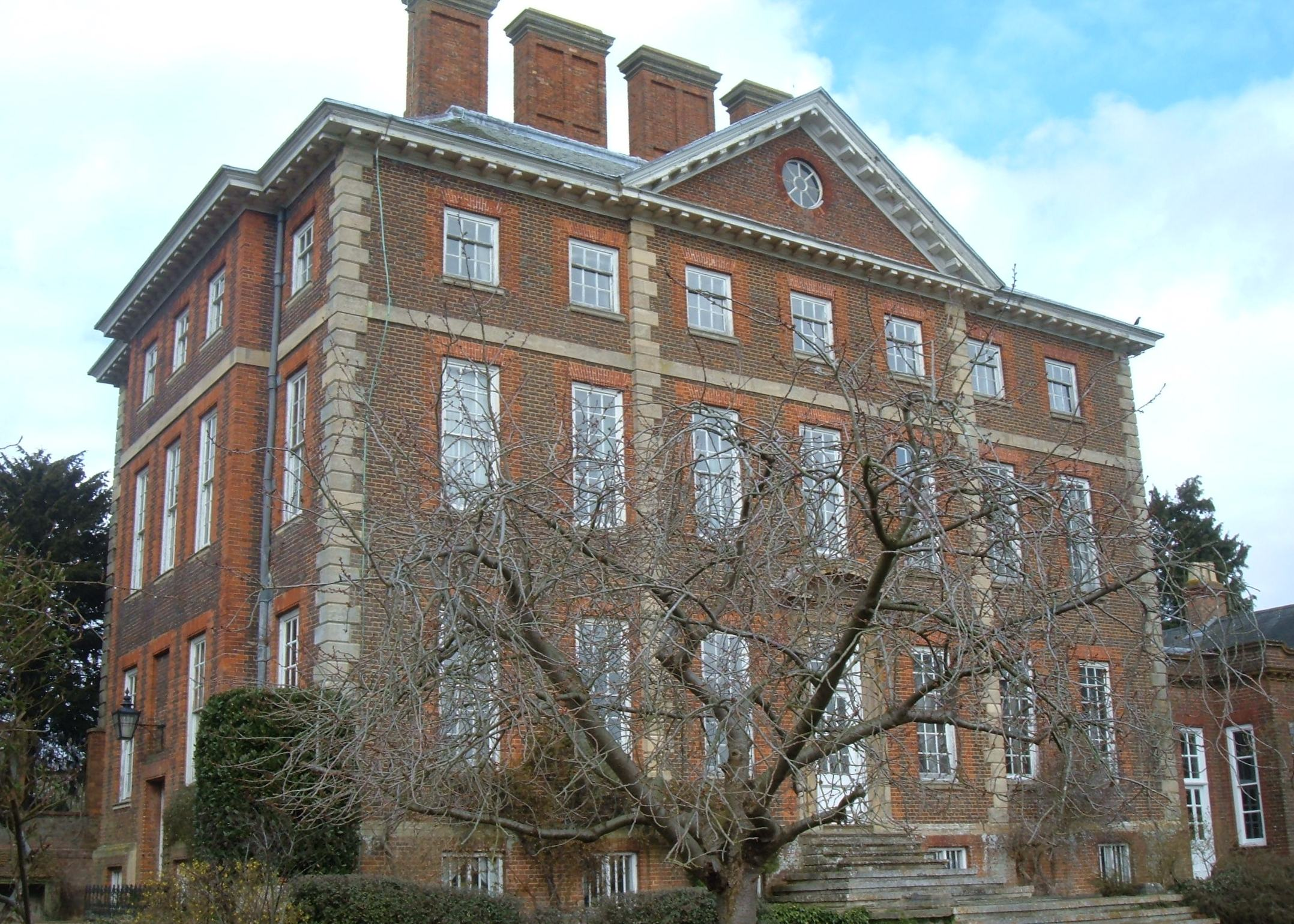
Winslow Hall en Buckinghamshire, 1700, y probablemente obra de Christopher Wren, posee la mayoría de las características del estilo inglés "reina Ana" original.

Estilo Reina Ana es la denominación que se le da a tres estilos decorativos diferentes.

## Historia
El primero y original se remonta a comienzos del siglo XVIII en Gran Bretaña, sucesor del estilo Guillermo y María. Se aplicaba a la arquitectura y las artes decorativas diseñadas durante el reinado de Ana, abarcando parte del reinado de Jorge I. 
Los otros dos estilos correspondieron a resurgimientos del estilo original y comprenden arquitectura edificada a finales del siglo XIX en Inglaterra y Estados Unidos.

## Características

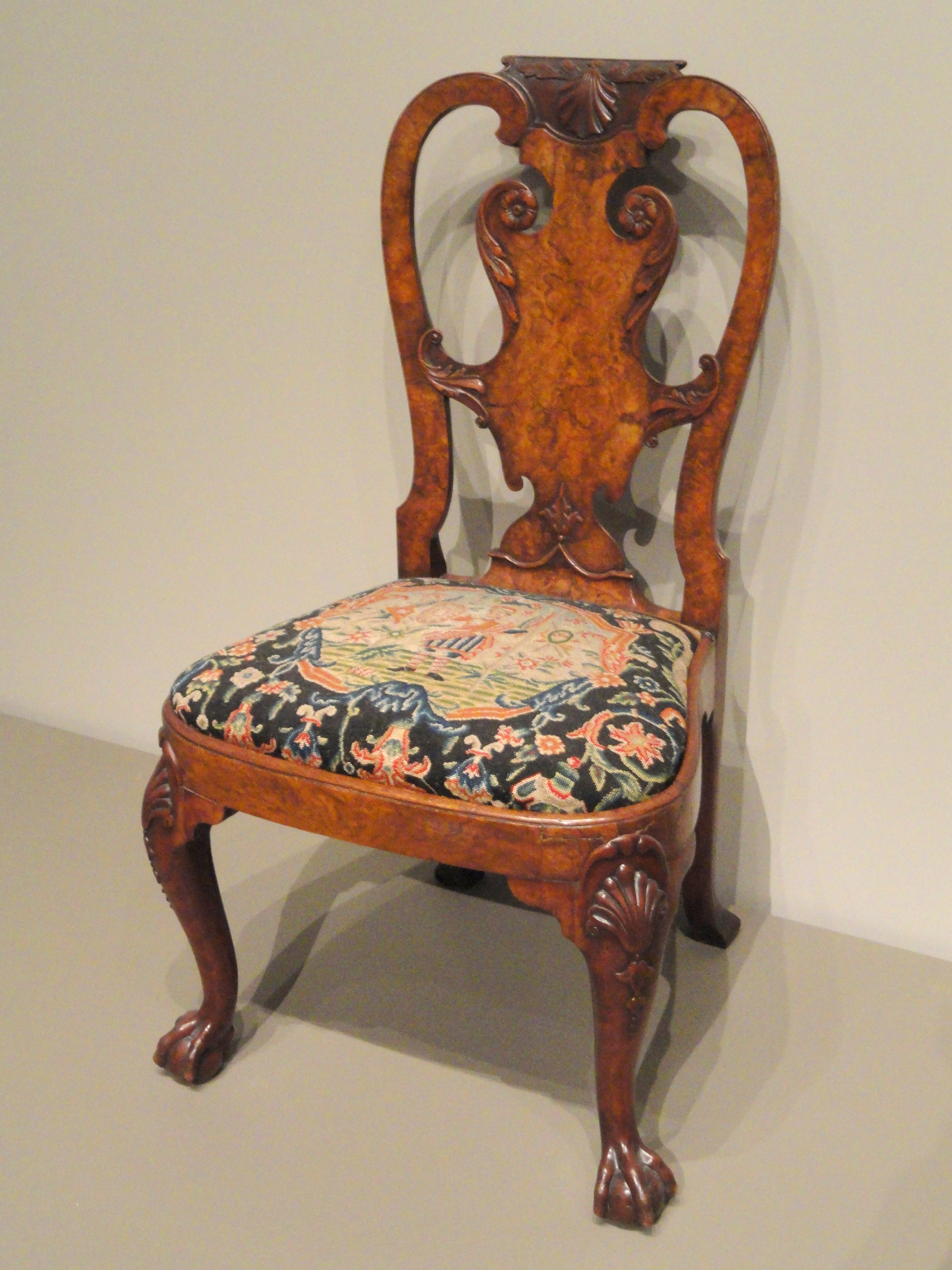
Silla de nogal atribuida a Giles Grendey, Londres, c 1740 (Art Institute of Chicago).

En cuanto al mobiliario reina Ana, se distinguen las sillas con patas cabriolé (curvadas en forma de S y en su extremo inferior poseen una bola, garra o pezuña) con un respaldo curvo adaptado a la figura humana; también se fabricó una gran variedad de pequeñas mesas para servir el té. Los trabajos en plata, tales como vajillas de plata, son de líneas refinadas y sobrias. En el ámbito de la arquitectura, el estilo se utilizó en la construcción de edificios residenciales de ladrillo, los cuales marcaban un gran contraste con la arquitectura barroca inglesa existente. 
Hacia 1870 hubo en Inglaterra un resurgimiento del estilo reina Ana, tal como se puede observar en las casas urbanas de ladrillo rojo de Londres y las fincas construidas por el arquitecto inglés Richard Norman Shaw. Los diseñadores estadounidenses, adaptaron el estilo de Shaw.